# 2011 en automobile
Pour un article plus général, voir Chronologie de l'automobile.
2010 en automobile - 2011 en automobile - 2012 en automobile

## Nouveaux modèles

### En Allemagne
- La Mercedes-Benz Classe CLS type 218 sort en janvier 2011[1].
- Double commercialisation pour Audi avec la Audi RS3 Sportback et le SUV Audi Q5 Hybride[2].
- Restylage de la BMW Série 1 en version coupé et cabriolet[3].
- Volkswagen agrandit sa gamme en lançant la Volkswagen Jetta VI.
- Première berline hybride pour la Opel Ampera.

### En France
- La Peugeot 508 I berline est commercialisée en février[4].
- La Citroën DS 4 est commercialisée en mars 2011 en même temps que la Peugeot 508 SW[4],[5].
- Première berline électrique pour la marque Renault avec la Renault Fluence ZE.

### Au Royaume-Uni
- Land Rover sort son nouveau SUV Range Rover Evoque.

### En Suède
- Lancement du crossover compact 9-4X de Saab qui se commercialise en quelques exemplaires[6].

### En Suisse
- 81e Salon international de l'automobile de Genève.

### Aux États-Unis
- Ford lance la 3e génération pour la Ford Focus.
- Renouvellement de la Chrysler 300.

### En Corée du Sud
- Kia Motors souhaite concurrencer la Renault Laguna en lançant la Kia Optima.

### Au Japon
- Commercialisation de la Lexus CT 200h, dotée d'une seule motorisation en hybride.